# چیکو لامبا
چیکو لامبا (انگلیسی: Chico Lamba؛ زادهٔ ۱۰ مارس ۲۰۰۳) بازیکن فوتبال است.
وی همچنین در تیم‌های ملی فوتبال زیر ۱۶ سال پرتغال، زیر ۱۸ سال پرتغال، و زیر ۱۹ سال پرتغال بازی کرده‌است.